# Ōpaki
Ōpaki est une petite localité rurale du district de Masterton dans la région de Wellington dans l’Île du Nord de la Nouvelle-Zélande.
C’est le siège de la gare d’Ōpaki (en).

## Éducation
L’école d’Opaki school est une école publique, mixte, assurant le primaire, allant des années 1 à 8, avec un effectif de 186 élèves en mars 2020.